# Ompok goae
Ompok goae es una especie de peces de la familia Siluridae en el orden de los Siluriformes.

## Distribución geográfica
Se encuentra en la India.